# Bitburg
Bitburg, v místním nářečí Bebuersch, je německé město se zhruba patnácti tisíci obyvateli. Nachází se v oblasti Eifel nedaleko hranice s Lucemburskem, patří ke spolkové zemi Porýní-Falc.
Název města pochází z římské osady „Beda vicus“ (pravděpodobně podle latinského názvu pro břízu „betula“). Existence moderního sídla je poprvé připomínána roku 1239, roku 1262 udělil Jindřich V. Lucemburský Bitburgu městská práva. Město patřilo Lucemburskému vévodství a pak Rakouskému Nizozemí, revoluční Francie zde zřídila departement Forêts, roku 1815 město připadlo Prusku. Za nacistického režimu se město stalo významným opěrným bodem na Siegfriedově linii, v důsledku bojů bylo značně zdevastováno a do roku 1955 okupováno lucemburskými a francouzskými vojáky. V roce 1953 byla v nedalekém Spangdahlemu zřízena americká letecká základna.
Při své návštěvě Německé spolkové republiky v květnu 1985 se na základně zastavil americký prezident Ronald Reagan a uctil památku padlých na hřbitově v Bitburgu. Tento akt vzbudil značné protesty po celém světě, protože zde byli pochováni také příslušníci zločinecké organizace Waffen-SS. Skupina Ramones o skandálu nahrála píseň „Bonzo Goes to Bitburg“.
Město je známé díky jednomu z největších německých pivovarů, kde se vyrábí značka Bitburger.
V Bitburgu se narodil herec Jean-Marc Barr (jeho otec byl americký voják sloužící na základně).